# Entedon aestivalis
Entedon aestivalis är en stekelart som beskrevs av Erdös 1966. Entedon aestivalis ingår i släktet Entedon, och familjen finglanssteklar. Arten är reproducerande i Sverige.